# Felicia Barrientos
Felicia Barrientos Cuellar (1950) es una activista boliviana guaraní-isoseña por los derechos de la mujer y del medio ambiente.  

## Trayectoria
Hija del excombatiente de la Guerra del Chaco y líder indígena Bonifacio Barrientos, se trasladó a la ciudad de Santa Cruz de la Sierra cuando aún era niña para ser niñera. Ella cuenta que en esa época aprendió castellano. Posteriormente se casó con Nicolás Rosauro y tuvo varios hijos. De hecho, fue en su papel de madre que comenzó su activismo.
Un día a su comunidad llegaron monjas misioneras que impulsaron la creación de grupos de madres. En estos grupos, las mujeres tejían, conversaban y se fortalecían como grupo. Felicia comenzó a liderar el grupo, a darles la palabra a sus compañeras y a animarlas a participar. Tiempo después, al enterarse de que la Confederación de Pueblos Indígenas de Bolivia estaba organizando un congreso en el que solo participarían hombres, Felicia logró que se abriera espacio, por primera vez, para 20 mujeres. 
También impulsó la creación de la Central Intercomunal de Mujeres Capitanía Isoseña (Cimci) en los años setenta y luchó para que el Parque Nacional Kaa Iya del Gran Chaco fuera declarado como área protegida en septiembre de 1995. Actualmente, Barrientos forma parte del comité de gestión de este parque y conserva el título de "capitana grande" de la comunidad La Brecha, que es donde reside.
A sus más de 70 años, Barriento superó el Covid-19 después de estar internada durante diez días, pero padece de otras enfermedades como diabetes e hipertensión. El año 2021 pidió ayuda económica de manera pública, pues declaró que el único ingreso con el que contaba era su Renta Dignidad y con ese monto le era imposible subsistir. 